# Joseph Heller
Joseph Heller (Brooklyn, 1923. május 1. – Long Island, 1999. december 12.) világhírű amerikai regényíró, novellista és forgatókönyvíró, hazájában neves liberális közíró.
A második világháborúban az olasz fronton B-25-ös bombázókon szolgált bombázótisztként, ebből az élményéből született egy bő évtizeddel később első és leghíresebb regénye, A 22-es csapdája.
A háború után állami ösztöndíjjal Kaliforniában angol irodalmat hallgatott, eközben megházasodott és több lapban novellákat publikált.
A 22-es csapdája hatalmas sikere után regényei témájában visszatért gyökereihez, a brooklyni (azon belül is Coney Island-i) zsidó közösség érték- és útkereséséhez, az értelmiségi gondolkodók társadalmi-politikai felelősségéhez. Mindezt ironikus, gyakran szarkasztikus szemüvegen át, mint aki szatíra nélkül nem is hajlandó a világot nézni – és főleg látni.

## Fontosabb művei
Zárójelben a fordításban is megjelentek magyar címei:

### Regények
- Catch-22 (A 22-es csapdája) 1961
- Something Happened (Valami történt) 1974
- Good as Gold (Gold a mennybe megy) 1979
- God Knows (Isten tudja) 1984
- Picture This (Képzeljétek el) 1988
- Closing Time (Záróra) 1994
- Now and then. From Coney Island to Here (Most és egykor) 1998
- Portrait of an Artist, as an Old Man (Öregkori önarckép) 2000

### Színdarab
- We Bombed in New Haven (Megbombáztuk New Havent) 1968

### Novellák, elbeszélések
- Catch As Catch Can: The Collected Stories and Other Writings (Csapdából csapdába) 2003

## Magyarul
- A 22-es csapdája. Regény; ford. Papp Zoltán, utószó Rubin Péter; Európa, Bp., 1969
- Megbombáztuk New Havent. Dráma; ford. Papp Zoltán, utószó Szántó Judit; Európa, Bp., 1971 (Modern könyvtár)
- Valami történt. Regény; ford. Szilágyi Tibor; Európa, Bp., 1978
- Gold a mennybe megy. Regény; ford. Szilágyi Tibor; Árkádia, Bp., 1984
- Isten tudja. Regény; ford. Szilágyi Tibor; Árkádia, Bp., 1987
- Képzeljétek el; ford. Szilágyi Tibor; Árkádia, Bp., 1990
- Záróra. A 22-es csapdája című regény folytatása; ford. Szilágyi Tibor; Európa, Bp., 1995
- Most és egykor; ford. M. Nagy Miklós; Gabo, Bp., 1999
- Öregkori önarckép; ford. M. Nagy Miklós; Gabo, Bp., 2001
- Csapdából csapdába; ford. M. Nagy Miklós; Gabo, Bp., 2004